# Jacques Robert (juriste)
Pour les articles homonymes, voir Robert et Jacques Robert.
Jacques Robert, né le 29 septembre 1928 à Alger et mort le 28 mai 2025 à Paris,,, est un juriste et universitaire français. Professeur de droit public, il est président de l'université Panthéon-Assas (1979-1984) puis membre du Conseil constitutionnel de 1989 à 1998.

## Biographie
Docteur en droit, il est lauréat de la faculté de droit de Paris pour sa thèse consacrée aux violations de la liberté individuelle commises par l'administration, puis agrégé de droit public en 1956, Jacques Robert enseigne successivement aux facultés de droit d'Alger (1956-1960), de Rabat (1960-1962), de Grenoble (1962-1965), de Nanterre (1968-1969). Il est nommé professeur de droit public à l'université Paris II-Assas en 1969, puis président de cette université de 1979 à 1984.
Il dirige la Maison franco-japonaise de Tokyo de 1966 à 1968, crée l’Institut supérieur de l’Armement et de la Défense (ISAD) en 1974, est vice-président de la Commission pour la démocratie par le droit au Conseil de l'Europe.
Il est directeur, puis directeur du conseil scientifique de la Revue du droit public.
Il est membre du Conseil constitutionnel de 1989 à 1998, nommé par Laurent Fabius, alors président de l'Assemblée nationale,.
En décembre 2011, il révèle que la décision du Conseil constitutionnel du 11 octobre 1995 relative aux comptes de campagne présidentielle d'Édouard Balladur a fait l'objet d'une manipulation (« une entourloupe ») de la part de Roland Dumas, alors président du Conseil constitutionnel, les comptes de campagne d'Édouard Balladur affichant 10 millions de francs d'origine inconnue.
Il est ensuite président du Centre français de droit comparé,.

## Récompenses et distinctions
- Officier des Palmes académiques[4]
- 2000 : commandeur de l'ordre national du Mérite[12]
- 2005 : commandeur de la Légion d'honneur[10].
- Commandeur de l'ordre du Trésor sacré[4]
- Commandeur de l'ordre du Mérite de la République d'Autriche[4]

## Publications
- Les violations de la liberté individuelle commises par l’Administration et le problème des responsabilités (thèse, 1954)
- Le Japon, LGDJ, coll. « Comment ils sont gouvernés », 1970, 524 p.
- La liberté religieuse et le régime des cultes (Presses universitaires de France, 1977)
- Droits de l’homme et libertés fondamentales, en collaboration avec Jean Duffar (Éditions Montchrestien, 1999)
- Le Juge constitutionnel, juge des libertés (Librairie générale de droit et de jurisprudence, 1999)
- La garde de la République (Plon, 2000)
- Enjeux du siècle : nos libertés (Economica, 2002)
- L'histoire française est tragique, Economica (2007)
- Algérie/France - Une histoire inachevée !! (Economica, 2008)
- La République des oligarques, Economica, coll. « Droit », 2011, 140 p. (ISBN 978-2-7178-6030-6 et 2-7178-6030-4)
- Instants de vie, Éditions Panthéon-Assas (2012)
- [récit autobiographique] Tu seras professeur, Éditions Panthéon-Assas (2012)
- Des êtres et des choses, Éditions Panthéon-Assas (2014)